# Pearl (àlbum)
Pearl és el segon i últim àlbum en solitari de la cantant estatunidenca Janis Joplin, publicat l’onze de gener de 1971, tres mesos després de la seva mort el 4 d’octubre de 1970.
Va arribar al capdamunt de la llista Billboard 200, ocupant el número 1 durant nou setmanes, i mantenint-s’hi un total de 42 setmanes a la llista.
Com ja va succeir amb el seu anterior treball, I Got Dem Ol’ Kozmic Blues Again Mama!, va assolir l'estatus de disc d’or a les poques setmanes del seu llançament. A dia d’avui la seva certificació és de quàdruple disc de platí per les seves més de 4 milions d’unitats venudes.

## Contingut
Gràcies a l'experiència del productor Paul A. Rotchild, molt conegut per haver sigut el productor de The Doors, el disc te un acabat més polit que els anteriors treballs de Joplin amb la Big Brother and the Holding Company i amb la Kozmic Blues Band.
Un altre factor és la seva nova banda d’acompanyament, la Full Tilt Boogie Band, composta per musics que ja van estar amb ella a la gira d’estiu del 1970 per Canadà, coneguda com a Festival Express, a més d’aparicions a The Dick Cavett Show.

### Cançons
Totes nou cançons on Joplin canta van ser escollides i arranjades per ella mateixa. Des de l’èxit número 1 «Me and Bobby McGee», composta per Kris Kristofferson i Fred Foster, fins a «Move Over», l’única cançó del disc acreditada exclusivament a Joplin, passant per «Get It While You Can» de Howard Tate, «Trust Me» de Bobby Womack, «Cry Baby» i «My Baby», dos títols de Jerry Ragovoy (autor també de «Try (Just A Little Bit Harder)» i «Piece of my heart»), i «Mercedes Benz», coescrita per Joplin, Bobby Neuwirth i Michael McClure, una cançó a cappella que va acabar sent l’última cançó que Joplin va enregistrar abans de la seva mort.
L’única cançó en que Joplin no posa la veu és «Buried Alive in the Blues», que en realitat era una pista de suport en la qual encara no havia gravat la seva part. Se li va oferir l’oportunitat a Nick Gravenites, l’autor de la cançó, de cantar-la ell mateix a mode de tribut, però va declinar la proposta i la cançó va acabar sent una peça instrumental.

### Portada
La portada de l’àlbum és una fotografia de Barry Feinstein, fotògraf molt reconegut a l'època per treballar amb Bob Dylan i George Harrison. S'hi pot veure a Janis Joplin asseguda a una cadira d'època victoriana amb una beguda i una cigarreta a les mans.

## Llista de cançons
| 1. | «Move Over»                 | Janis Joplin              | 3:40 |
| 2. | «Cry Baby»                  | Jerry Ragovoy, Bert Berns | 3:55 |
| 3. | «A Woman Left Lonely»       | Dan Penn, Spooner Oldham  | 3:26 |
| 4. | «Half Moon»                 | John Hall, Johanna Hall   | 3:50 |
| 5. | «Buried Alive in the Blues» | Nick Gravenites           | 2:23 |

| 6.  | «My Baby»              | J. Ragovoy, Mort Shuman                  | 3:43 |
| 7.  | «Me and Bobby McGee»   | Kris Kristofferson, Fred Foster          | 4:28 |
| 8.  | « Mercedes Benz»       | J. Joplin, Bob Neuwirth, Michael McClure | 1:45 |
| 9.  | «Trust Me»             | Bobby Womack                             | 3:14 |
| 10. | «Get It While You Can» | J. Ragovoy, M. Shuman                    | 3:22 |

## Personal
- Janis Joplin – veu, guitarra acústica a «Me and Bobby McGee»
- Full Tilt Boogie Band
  - Richard Bell – piano
  - Ken Pearson – orgue
  - John Till – guitarra elèctrica
  - Brad Campbell – baix
  - Clark Pierson – bateria
- Bobby Womack – guitarra acústica a «Trust Me»
- Bobbie Hall – bongo, conga
- Sandra Crouch – pandereta

### Producció
- Producció – Paul A. Rotchild
- Enginyeria – Phil Macy
- Disseny/Fotografia – Barry Feinstein, Tom Wilkes

## Llistes
| Llista (1971)          | Posició |
| ---------------------- | ------- |
| Billboard 200          | 1       |
| Canadian Albums Chart  | 1       |
| Dutch Albums Chart     | 1       |
| Norwegian Albums Chart | 1       |

| País                                              | Certificació | Unitats venudes |
| ------------------------------------------------- | ------------ | --------------- |
| Estats Units (RIAA)                               | 4 x Platí    | 4.000.000^      |
| Regne Unit (BPI)                                  | Plata        | 60.000^         |
| Canadà (Music Canada)                             | 4 x Platí    | 400.000^        |
| ^ Indica vendes basades només en la certificació. |              |                 |